# Rejon turoczacki
Region turoczacki (ros. Турочакский район, ałtajski Турачак аймак) – jednostka administracyjna wchodząca w skład Republiki Ałtaju w Rosji.
Centrum administracyjnym rejonu jest wieś (ros. село, trb. sieło) Turoczak.

## Geografia
Powierzchnia rejonu wynosi 11 060 km² i znajduje się on w północnej części Republiki Ałtaju. Graniczy z rejonem czojskim i ułagańskim wchodzącymi w skład Republiki Ałtaju, a także z Krajem Ałtajskim, obwodem kemerowskim i Chakasją.
Około 80% terytorium rejonu stanowią wysokie pasma górskie, porośnięte lasami iglastymi.
Jednymi z głównych atrakcji turystycznej rejonu są Jezioro Teleckie i rzeka Bija.

## Historia
W 1922 roku utworzono Ojrocki Obwód Autonomiczny, w którego skład wchodziły 24 wołosty, później zamienione na ajmaki. Jednym z nich był ajmak łebiedski, który w 1933 roku przemianowano na ajmak turoczacki.
W latach 1962 i 1963 wszystkie ajmaki w obwodzie zostały zamienione na rejony.

## Demografia
W 2020 roku rejon zamieszkiwały 12 404 osoby.

## Miejscowości
W skład rejonu wchodzi 9 osiedli wiejskich.
| Osiedle wiejskie    | Centrum administracyjne | Pozostałe miejscowości                                             |
| ------------------- | ----------------------- | ------------------------------------------------------------------ |
| Artybaszskie        | Artybasz                | Iogacz, Jajlu, Nowo-Troick                                         |
| Bijkińskie          | Bijka                   | Czujka                                                             |
| Dmitriewskie        | Dmitriewka              | Udałowka, Dajbowo                                                  |
| Kiebiezeńskie       | Kiebiezeń               | Tułoj, Ust'-Pyrza, Staryj Kiebiezeń, Sjurja                        |
| Kurmacz-Bajgołskie  | Kurmacz-Bajgoł          | Suranasz, Itkucz                                                   |
| Majskie             | Majsk                   | Tałon                                                              |
| Oziero-Kuriejewskie | Oziero-Kuriejewo        | Kanaczak, Szunarak                                                 |
| Tondoszeńskie       | Tondoszka               | Wierch-Bijsk, Sańkin Aił, Ogni                                     |
| Turoczackie         | Turoczak                | Kajaszkan, Sowietskij Bajgoł, Łebiedskoje, Ust'-Łebied, Strietinka |